# آمپول واتر
آمپول واتر (به انگلیسی: vater ampulla) یک پاپیلا (چین‌های عضلات دئودنوم که شامل پاپیلای مینور و پاپیلای ماژور است) یا چین است که مانند یک دریچه عمل می‌کند. آمپول واتر که تحت عنوان آمپول هپاتو پانکراتیک (hepato pancreatic ampulla) هم شناخته می‌شود. در واقع یک پاپیلای ماژور است.
از اتصال دو مجرای(common bile duct) و مجرای اصلی پانکراس (pancreatic duct) مجرای مشترکی به نام هپاتو پانکراتیک به وجود می‌آید، که به آمپول واتر ختم می‌شود و در نهایت آمپول واتر به اسفنکتر اُودی (sphincter of oddi) که ورودی پانکراس به روده کوچک است متصل می‌شود.
ترشحات پانکراس، کبد و کیسه صفرا، از طریق آمپول واتر وارد دوازدهه می‌شوند.

## نگارخانه

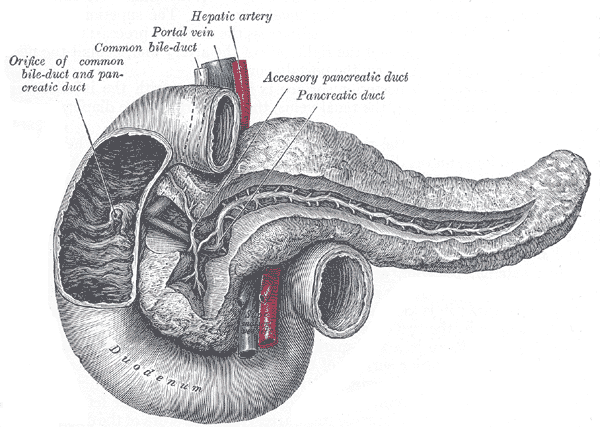
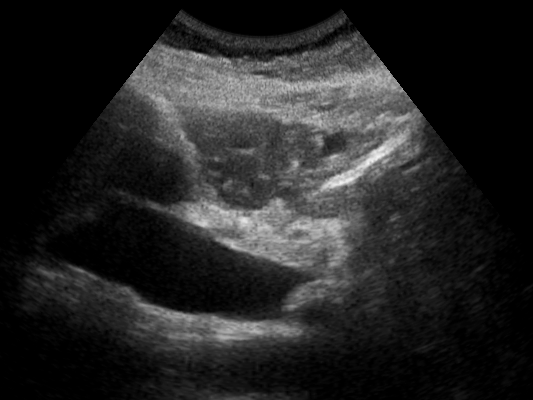

## تاریخچه
اصطلاح vater ampulla به افتخار آبراهام واتر (۱۶۸۴–۱۷۵۱) نامگذاری شده‌است. یک کالبدشناس آلمانی که نخستین توصیف را از این پدیده در سال ۱۷۲۰ میلادی ارائه داد.